# کسنیا چبوتوویچ
کسنیا چبوتوویچ یک بازیکن زن فوتبال اهل کشور روسیه است. وی در پست دفاع بازی می‌کند و در حال حاضر بازیکن تیم ریازان وی‌دی‌وی است و در لیگ برتر فوتبال زنان روسیه بازی می‌کند.او چهار عنوان قهرمانی را با تیم‌های دابلیو اف سی روسیانکا و زی‌وی‌یزدا ۲۰۰۵ پرم و ریازان بدست آورده است. او همچنین یکی از بازیکنان تیم ملی فوتبال زنان روسیه است و در مسابقات فوتبال زنان اروپا ۲۰۰۹ نیز این را همراهی کرده است. وی همچنین به همراه تیم ملی فوتبال زنان زیر ۱۹ سال روسیه موفق شد قهرمانی مسابقات فوتبال زنان زیر ۱۹ سال اروپا در سال ۲۰۰۵ شود. او در فینال این بازی‌ها با زدن گل‌های تعیین کننده در ضربات پنالتی باعث پیروزی تیمش شد.

## عناوین
- ۴ مرتبه قهرمان لیگ روسیه (۲۰۰۶، ۲۰۰۹، ۲۰۱۰، ۲۰۱۳)
- ۴ مرتبه قهرمان جام حذفی روسیه (۲۰۰۶، ۲۰۰۸، ۲۰۱۲، ۲۰۱۴)